# Флорески човек
Homo floresiensis („човек са Флореса”; познат и под надимцима Хобит и Фло), изумрла је врста рода Homo. Први пронађени остаци, који су припадали јединци висине од око 1,1 м, откривени су 2003. године на острву Флорес у Индонезији. Пронађени су скелети 9 јединки, укључујући и једну потпуну лобању. Ти остаци постали су предмет интензивног истраживања у сврху сазнања да ли представљају врсту засебну од данашњих људи. Тај хоминин био је посебан због свог маленог тела и мозга и релативно недавног изумирања, могуће пре само 12.000 година. Уз њихове остатке пронађени су камени алати из археолошких хоризоната у распону од пре 94.000–13.000 година. Неки сматрају да је историјски H. floresiensis можда везан за митове о Ебу гогоу, који су чести на острву Флорес.
Откривачи (археолог Мајк Морвод и колеге) су предложили да велики број особина, и примитивних и напредних, идентификује те јединке као припаднике нове врсте, H. floresiensis, унутар таксономског трибуса Hominini, који укључује све врсте које су у ближем сродству са људима него шимпанзама. Откривачи су такође предложили да је H. floresiensis на Флоресу живео у исто време као и људи.
Индонежански антрополог Теуку Јакоб убрзо је изразио сумњу да ти остаци представљају нову врсту, те је предложио да је лобања припадала ЛБ1 модерном човеку са микроцефалијом. Два истраживања, која су палеонеурологиња Деан Фалк и њене колеге спровели 2005. и 2007. године, одбила су ту могућност.
Два ортопедска истраживања објављена 2007. године известила су о доказима који подупиру статус врсте за H. floresiensisa. Истраживање неколико костију пешћа показало је да су постојале сличности са истима код шимпанзи или раних хоминина, као што је Australopithecus, али и разлике са костима код данашњих људи. Проучавање костију и зглобова руке, рамена и доњих удова резултирало је закључком да је H. floresiensis био сличнији раним људима и човеколиким мајмунима него данашњим људима. Објава 1 кладистичке анализе и студија компаративних телесних мера из 2009. године пружиле су додатну подршку хипотези да су H. floresiensis и Homo sapiens одвојене врсте.
Критичари тврдње о статусу врсте настављају веровати да су те јединке Homo sapiens са патолошким променама у анатомији и физиологији. Друга хипотеза у тој категорији је да су се јединке родиле без функционалне тироидне жлезде, што је резултирало ендемичним кретенизмом.

## Откриће
Примерке је на индонежанском острву Флорес 2003. године открио 1 аустралијско-индонежански тим археолога у потрази за траговима првобитне миграције Homo sapiensa из Азије у Аустралију. Нису очекивали да ће открити нову врсту и били су изненађени проналаском готово сасвим комплетно скелета хоминина, којег су назвали ЛБ1 јер је ископан у пећини Лианг Буа. Даљим екскавације откривено је још седам скелета, старих између 38.000 и 13.000 година. Једна кост руке привремено прикључена врсти H. floresiensis стара је око 74.000 година. Примерци нису били фосилизовани и описано је да имају „конзистенцију влажне упијајуће хартије”; након откривања, кости су морали оставити да се осуше пре даљег ископавања. Сложено камено оруђе одговарајуће величине за човека од око 3 стопе такође је било присутно у тој пећини. Откривено је у хоризонтима старости између 95.000 и 13.000 година и повезано је (тј пронађено у истим слојевима) са остацима слона из изумрлог рода Стегодон (који је током квартара био проширен у целој Азији). Претпоставља се да је слон био плен јединке ЛБ1 Homo sapiens reached the region by around 45,000 years ago..
Homo floresiensisovo постојање откривено је научној заједници 28. октобра 2004. године, након чега је убрзо добио надимак Хобит према измишљеној раси из Толкиновог романа Хобит, а Homo hobbitus је предложен као научни назив врсте. Првобитно је сврстан у сопствени род, Sundanthropus floresianus („Сунда човек са Флореса”), али су истраживачи сматрали да лобања, упркос својој величини, припада роду Homo.

## Анатомија
Најбитније и најочитије особине које одликују H. floresiensisa су његово мало тело и волумен мождане дупље. Браун и Морвод су такође идентификовали доста осталих, мање упадљивих особина које би разликовале ЛБ1 од данашњег H. sapiensa, међу којима су облик зуба, непостојање браде и мањи угао у глави рамене кости. Научна заједница је строго размотрила сваку од тих наводних карактеристичних особина, а различите истраживачке групе дошле су до различитих закључака по питању тога да ли те особине подржавају постојање нове врсте или ЛБ1 припада тешко оболелој јединки H. sapiensa.